# Dinar almoravide
Le dinar almoravide (en arabe : الدينار المرابطي) était une pièce de monnaie en or frappée sous la dynastie des Almoravides au Maghreb et en Al-Andalus.
L’or servant à leur conception était fourni par les mines d'or d’Afrique de l’Ouest.

## Histoire
Lorsque les Almoravides s'emparent d'Aoudaghost vers 1054, ils prennent le contrôle de la pointe sud des routes commerciales transsahariennes. Ils entament ensuite la conquête de la partie nord avec l'annexion d’oasis comme Sijilmassa sous le règne Abou Bakr ben Omar. Ainsi, les Almoravides ont pu contrôler et tirer profit du commerce transsaharien de l'or.

Carte des principales routes transahariennes.

Lorsque Youcef ben Tachfine est officiellement proclamé émir de l’Empire almoravide en 1087, le nombre de productions augmentent de manière significative avec une quantité remarquable de pièces frappées en son nom.
En plus de l'atelier de Sijilmasa, des pièces ont été frappées dans plusieurs nouvelles villes, dont la première était Aghmat en 1093. Cette dernière était la principale cité du sud du Maghreb Al-Aqsa, c'est pour cela que les Almoravides en font leur capitale. Aghmat fournissait la plus grande production de monnaies en Afrique du Nord jusqu'en 1122. Le géographe Mohamed al-Idrisi rapporte d’ailleurs que sous les Almoravides, la population d'Aghmat était la plus riche de l’empire.

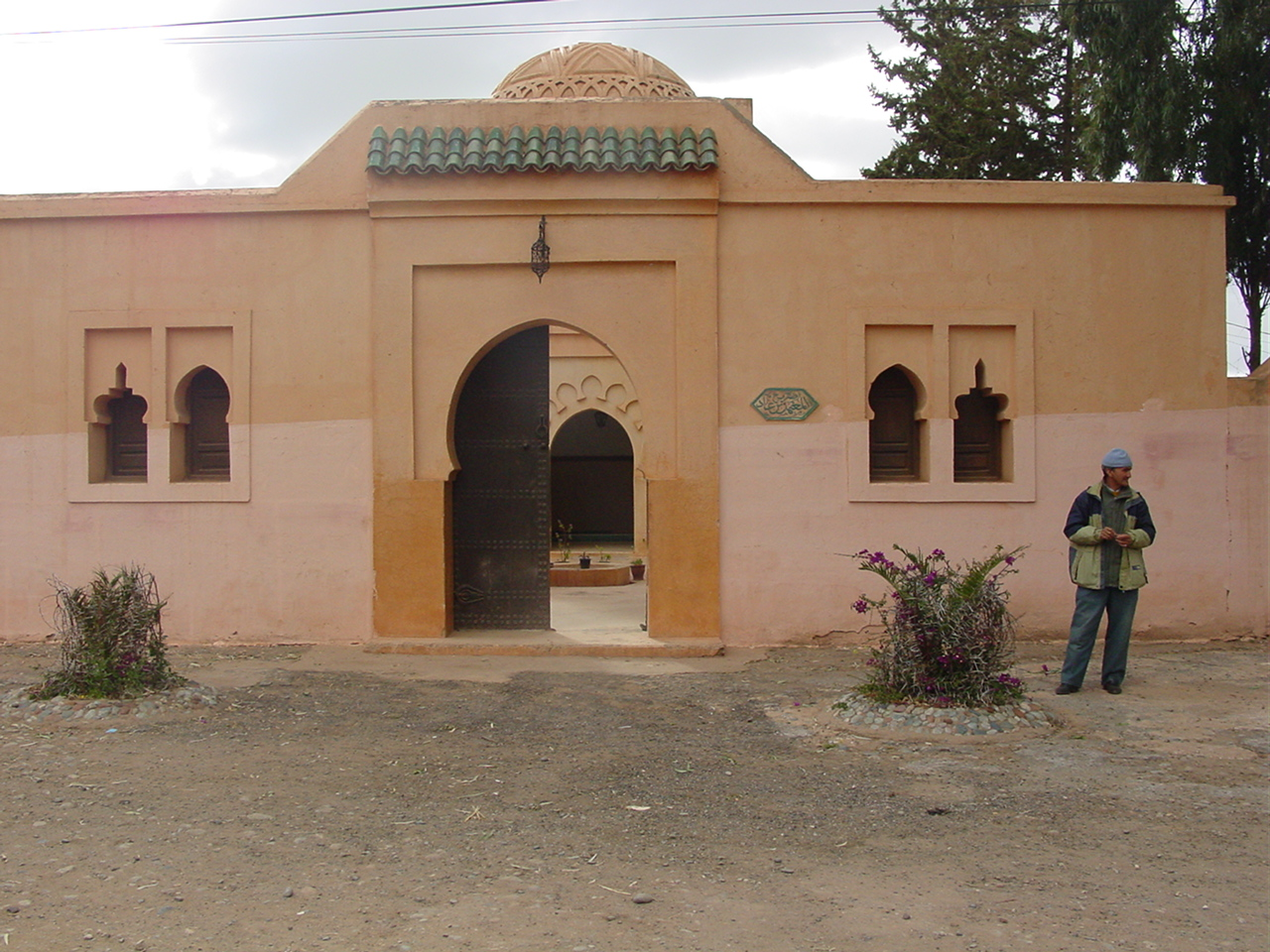
Tombeau du poète andalou Al Mu’tamid, site archéologique d'Aghmat.

À partir de 1096 environ, des dinars almoravides sont frappés en al-Andalus, dans un atelier situé à Séville notamment. Il y a eu une augmentation notable de la production vers 1104, l'année après qu'Ali ben Youssef ait été reconnu comme successeur, ces pièces comportaient alors son nom avec celui de son père.
Sous le règne d'Ali ben Youssef, la production de pièces augmente considérablement. Les dinars sont principalement frappés à Marrakech, la nouvelle capitale almoravide, à partir d'environ 1097. Quatre ans plus tard, ils étaient également frappés à Fès et Tlemcen.
Les villes frappant des pièces de monnaie ont permis aux sultans almoravides de consolider leur contrôle sur des parties éloignées de Marrakech ; son nom sur les pièces fonctionnait comme une sorte de marque et un symbole d'autorité pour prévenir d'éventuelles révoltes.

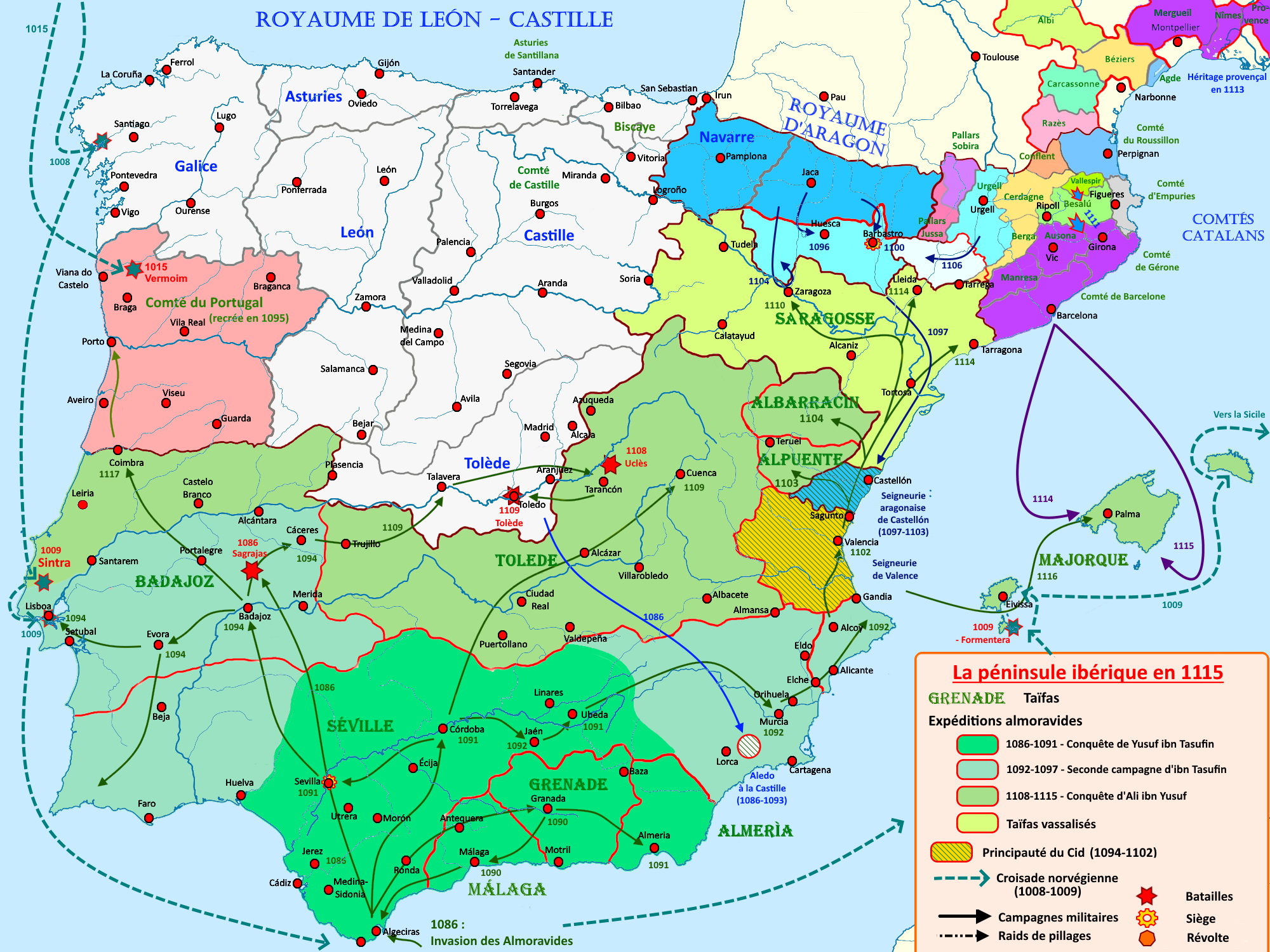
La conquête almoravide de 1085 à 1115 d'Al-Andalus.

La plus grande étendue de la production de dinars almoravides a commencé vers 1120 et a duré jusqu'à environ 1130 ; c'était l'apogée de la prospérité almoravide lorsque la plupart des constructions d'Ali ont eu lieu. Les villes andalouses les plus actives en termes de production de monnaies étaient alors Almería, Séville et Grenade, soit les villes les plus importantes de la région pour le commerce international.
Avec la menace d'Ibn Toumert et de son mouvement, Ali a déplacé son attention vers la partie africaine de son empire. Vers 1130, plus de dinars almoravides étaient fabriqués en Afrique qu'en péninsule Ibérique. De 1139 à 1146, les Almohades d'Ibn Toumert ont mené une guerre totale contre les Almoravides jusqu'à la conquête définitive de Marrakech. Les effets économiques de ce conflit se font sentir même en 1141, lorsque les marchands fassis se plaignent des « usurpateurs » almohades.
Le dernier sultan almoravide, Ishaq ben Ali, et quelques rebelles frapperont encore des dinars de 1146 à 1151,.
Les Almoravides pratiquaient leur négoce exclusivement avec des dinars produits localement. Sous leur domination, al-Andalus exportait des marchandises vers l'Afrique du Nord, l'Égypte et la France, entre autres. Ils importaient des marchandises de nombreuses régions différentes, dont la Chine, l'Inde, la Perse, le Moyen-Orient, l'Afrique du Nord et l'Europe — on en retrouve dans des trésors vikings. En raison du vaste réseau commercial des Almoravides et de la qualité réputée de leurs pièces, les marchés méditerranéens ont été inondés de dinars almoravides pendant près d'un siècle, et ils ont concurrencé le dinar fatimide comme monnaie dominante du commerce méditerranéen.